# Abdullah Hussain
Datuk Abdullah Hussain (25 de marzo de 1920 - 31 de diciembre de 2014) fue un novelista y escritor malayo. Recibió el "Malaysian National Laureate" de Malasia en 1996, siendo el octavo ganador del premio.

## Carrera
Abdullah comenzó su carrera como asistente de cajero en la industria minera en Pahang en 1939. En el mismo año, se trasladó a Penang para empezar a trabajar para el periódico Sahabat. Durante este tiempo, él lanzó dos escritos titulados Binti Penghulu y Harta Dan Jodoh Menanti di England, que fue ofrecido en Sahaba. Durante los años 1940-1941, Abdullah trabajó como escritor asistente para el periódico Saudara y lanzó dos novelas, Kasih Isteri y Dia ... Kekasihku.

## Muerte
Abdullah murió el 31 de diciembre de 2014 en su residencia en la Sección 17, Petaling Jaya, Selangor, a los 94 años de edad. Fue enterrado en el cementerio musulmán de Bukit Kiara, Kuala Lumpur.

## Obra

### Algunas publicaciones
- Binti Penghulu
- Harta dan Jodoh Menanti di England
- Kasih Isteri (The Annies Printing Works, 1941)
- Dia...Kekasihku (The Annies Printing Works, 1941)
- Manusia Baru
- Kario Buruh Kebun
- Terjebak (Angkatan Baru, 1964)
- Peristiwa
- Aku Tidak Minta
- Konserto Terakhir
- Amin Pemuda Desa (1947)
- Interlok

## Premios
- 1981 S.E.A. Write Award
- 1992/1994 Hadiah Novel Nasional from Syarikat Utusan Melayu and Public Bank Berhad
- 1994/1995 Hadiah Sastera Malaysia por la novela Imam
- 1995 Pingat Jasa Hukom Ngon Adat Lembaga Adat Kebudayaan Aceh (LAKA) y Hadiah Sako
- 1996 The Sasterawan Negara y Darjah Dato' Setia Diraja Kedah (DSDK)'